# Осеола (Небраска)
Осеола (англ. Osceola) — місто (англ. city) в США, в окрузі Полк штату Небраска. Населення — 875 осіб (2020).

## Географія
Осеола розташована за координатами 41°10′43″ пн. ш. 97°33′0″ зх. д. / 41.17861° пн. ш. 97.55000° зх. д. (41.178484, -97.550044).  За даними Бюро перепису населення США в 2010 році місто мало площу 2,39 км², з яких 2,39 км² — суходіл та 0,00 км² — водойми.

### Клімат
| Клімат : Осеола       | Клімат : Осеола | Клімат : Осеола | Клімат : Осеола | Клімат : Осеола | Клімат : Осеола | Клімат : Осеола | Клімат : Осеола | Клімат : Осеола | Клімат : Осеола | Клімат : Осеола | Клімат : Осеола | Клімат : Осеола | Клімат : Осеола |
| Показник              | Січ.            | Лют.            | Бер.            | Квіт.           | Трав.           | Черв.           | Лип.            | Серп.           | Вер.            | Жовт.           | Лист.           | Груд.           | Рік             |
| Середній максимум, °C | 1,1             | 3,3             | 10,0            | 16,7            | 22,2            | 27,8            | 30,0            | 28,9            | 24,4            | 17,8            | 8,9             | 1,7             | 16,1            |
| Середній мінімум, °C  | −11,1           | −8,9            | −3,9            | 2,8             | 10,0            | 15,6            | 17,8            | 16,1            | 10,6            | 3,9             | −3,3            | −9,4            | 3,4             |
| Норма опадів, мм      | 15              | 19              | 53              | 71              | 115             | 111             | 82              | 85              | 66              | 48              | 44              | 21              | 730             |
| --------------------- | --------------- | --------------- | --------------- | --------------- | --------------- | --------------- | --------------- | --------------- | --------------- | --------------- | --------------- | --------------- | --------------- |
| Джерело:              |                 |                 |                 |                 |                 |                 |                 |                 |                 |                 |                 |                 |                 |

## Демографія
Згідно з переписом 2010 року, у місті мешкало 880 осіб у 365 домогосподарствах у складі 229 родин. Густота населення становила 368 осіб/км².  Було 415 помешкань (174/км²).
Расовий склад населення:
| - 98,6 % — білих - 0,2 % — вихідців з тихоокеанських островів - 0,2 % — корінних американців - 0,1 % — азіатів |

До двох чи більше рас належало 0,8 %. Частка іспаномовних становила 0,6 % від усіх жителів.
За віковим діапазоном населення розподілялося таким чином: 25,0 % — особи молодші 18 років, 54,0 % — особи у віці 18—64 років, 21,0 % — особи у віці 65 років та старші. Медіана віку мешканця становила 45,3 року. На 100 осіб жіночої статі у місті припадало 84,5 чоловіків;  на 100 жінок у віці від 18 років та старших — 84,9 чоловіків також старших 18 років.
Середній дохід на одне домашнє господарство  становив 62 104 долари США (медіана — 56 591), а середній дохід на одну сім'ю — 78 148 доларів (медіана — 69 000). За межею бідності перебувало 4,8 % осіб, у тому числі 1,0 % дітей у віці до 18 років та 10,0 % осіб у віці 65 років та старших.
Цивільне працевлаштоване населення становило 430 осіб. Основні галузі зайнятості: освіта, охорона здоров'я та соціальна допомога — 28,8 %, транспорт — 12,8 %, виробництво — 9,3 %, науковці, спеціалісти, менеджери — 8,6 %.